# Adnan Oktar
Adnan Oktar, nombre de nacimiento de Harun Yahya (Ankara, Turquía, 2 de febrero de 1956) es una líder de secta destacada de Turquía y un ferviente defensor del creacionismo en la controversia entre creación-evolución Está considerado por algunos como un líder musulmán defensor del creacionismo. Está en contra del sionismo y la francmasonería. y los ve como movimientos muy relacionados entre sí, a pesar de que denuncian el antisemitismo y el terrorismo.
Adnan fundó la Fundación de Investigación de Ciencias (SRF, o, en turco, Bilim Araştırma Vakfı, o BAV), cuyo objetivo declarado es "para [establecer] la paz..., tranquilidad y amor"", aunque el BAV se describe en los medios de comunicación como "una secreta secta islámica" o un culto, que guarda celosamente los secretos de su considerable riqueza" ”. Harun Yahya creó la Fundación de Investigación de Ciencias (SRF, o, en turco, BAV) acusada de actividades criminales (hostigamiento, persecución y amenazas a profesores universitarios en Turquía, juicio en proceso).

## Biografía
Nacido en Ankara en 1956, Adnan Oktar ha vivido allí todos sus años escolares. En 1979, se trasladó a Estambul para asistir a un curso de diseño interior en la Universidad Mimar Sinan que dejó antes de graduarse.
A principios del decenio de 1980, los jóvenes estudiantes se reunieron alrededor de él para compartir sus puntos de vista del Islam. De acuerdo con su antiguo mentor, Edip Yüksel, Adnan estaba tratando de "combinar el misticismo con la retórica científica" ”. Estos estudiantes pertenecían a la sociedad activa y a prominentes familias de Estambul que tenían un alto estatus económico. De 1982 a 1984, formó un grupo de 20 a 30 personas.
En 1986 Adnan Oktar publicó una obra titulada; "El Judaísmo y la Francmasonería". El libro sugiere que la principal misión de los judíos y masones en Turquía es erosionar los valores espirituales, religiosos y morales del Pueblo turco, y por tanto, se refiere a ellos como seguidores de una santa Torá que ha sido "distorsionada." Oktar afirma que "el punto de vista materialista de judíos y masones, la teoría de la evolución, las actitudes antireligiosas y sus resultantes estilos de vida son inmorales y con ello se adoctrina a la sociedad en su conjunto."
Poco después de la publicación de "El Judaísmo y la Francmasonería", Adnan Oktar fue detenido y encarcelado. Fue trasladado al Hospital Psiquiátrico de Bakırköy, y fue colocado bajo observación. Después de 19 meses, Oktar fue puesto en libertad.
En 1990 fundó la Fundación de Investigación Científica (SRF, o BAV), a través de la cual todavía funciona de manera eficaz. Los miembros de la SRF son a veces llamados Adnan Hocacılar ("Seguidores de Adnan Otkar") por parte del público.
En 1995 también fundó Millî Değerleri Koruma Vakfı (Fundación para la Protección Nacional de Valores), a través de la cual mantiene relación con otros individuos y organizaciones tradicionales islamistas y nacionalistas.

## Negacionismo del holocausto
En 1996 la SRF distribuyó un libro que fue publicado originalmente el año anterior, titulado Soykırım Yalanı ("Mentiras del Holocausto"). La publicación de Soykırım Yalanı ha suscitado mucho debate público. Este libro afirma que "lo que se presenta como Holocausto es la muerte de algunos Judíos que se debió a la plaga de tifus durante la Segunda Guerra Mundial y el hambre hacia el final de la guerra provocada por la derrota de los alemanes." En marzo de 1996, un pintor turco e intelectual, Bedri Baykam, publicó una enérgica crítica del libro en Ankara el diario Siyah-Beyaz ("Blanco y Negro"). Durante el juicio en septiembre, Baykam expuso que el verdadero autor del libro era Adnan Oktar. La demanda fue retirada en marzo de 1997
En 2004 el Instituto Stephen Roth, de Tel-Aviv University, expresó la opinión de que Adnan Oktar ha aumentado su tolerancia hacia los demás, afirmando que "ahora trabaja para promover el diálogo entre religiones".
Oktar hoy en día afirma que el antisemitismo tiene raíces paganas y darwinistas públicamente hace un llamamiento a todos los musulmanes a tener "una actitud tolerante y amistosa hacia otras religiones".

## Campaña contra la evolución
A principios de 1998, Adnan Oktar y la SRF pusieron en marcha una campaña contra el darwinismo. Hicieron miles de copias gratuitas del libro de Adnan Oktar, El engaño de la Evolución, y los folletos sobre las bases de este libro fueron distribuidos en todo el país.
El SRF también encabezó un intento de ataque contra académicos turcos que imparten la teoría evolutiva. Un número de miembros del claustro fueron objeto de hostigamiento, amenazas y calumniados en volantes con la etiqueta "maoístas" para la enseñanza de la evolución. En 1999 seis de los profesores ganaron un juicio civil en contra de la SRF por difamación y se les indemnizó con una gran suma de dinero
En 2005 el profesor Ümit Sayın resumió el efecto de la campaña de la SRF cuando dijo a The Pitch:

En 1998, tuve la oportunidad de motivar a seis miembros de la Academia Turca de Ciencias para hablar en contra del movimiento creacionista. Hoy en día es imposible motivar a nadie. Temen que vayan a ser atacados por los islamistas radicales y la BAV.

## Escritos
Oktar ha escrito numerosos libros bajo el nombre Harun Yahya (Harun (Aaron) y Yahya (Juan)), argumentando en contra de la evolución. También afirma que la evolución está directamente relacionada con los supuestos males del materialismo, el nazismo, el comunismo, y el budismo. La mayor parte de los recursos que usa en su lucha contra la teoría de la evolución son idénticos a los argumentos de los creacionistas cristianos.
También ha producido varias obras sobre el Sionismo y la Francmasonería, acusando a los Sionistas de racismo y esgrimiendo el argumento de que el sionismo y la francmasonería han tenido efectos negativos significativos sobre la historia del mundo y la política.
Oktar ha escrito libros de fe en temas relacionados con el intento de comunicar la existencia y unicidad de Dios según la fe islámica, y se escriben con el objetivo principal de introducir al islam a aquellos que son extraños a la religión. Cada uno de sus libros de ciencia hace hincapié en temas relacionados con sus opiniones sobre el poder, la sublimidad y la majestad de Dios. Estos libros tratan de mostrar a los no musulmanes los signos de la existencia de Dios, y la excelencia de su creación. Un subgrupo dentro de esta serie es la serie de "Libros para demoler la mentira de la Evolución", una crítica de las ideas del materialismo, la evolución, el darwinismo y el ateísmo.
Muchos de los libros de Oktar se han convertido a alta resolución, videos que son libremente descargables en Internet.
Oktar afirma que el budismo es una religión falsa basada en la idolatría y la falsedad. Él llama a los rituales budistas "sin sentido" y "vacíos". También ha afirmado que el diseño inteligente es una herramienta de Satanás.

## El Atlas de la Creación
Su más reciente publicación (octubre de 2006) es el Atlas de la Creación, publicado por Global Publishing, Estambul, Turquía. Decenas de miles de ejemplares del libro se han entregado, en una base no solicitadas, a las escuelas, a destacados investigadores e institutos de investigación en toda Europa y Estados Unidos. Por ejemplo, varias escuelas de Francia han recibido una copia, así como destacados investigadores en la Universidad de Utrecht y la Universidad de Tilburg en los Países Bajos, y el Imperial College de Londres, donde los argumentos utilizados por el libro para socavar la evolución han sido criticados, cómo no, mientras que el biólogo evolucionista Kevin Padian ha declarado que Oktar no tiene la comprensión básica de las pruebas para la evolución. Cuando el libro fue enviado a las escuelas francesas y las universidades, suscitó polémica y avivó una mayor preocupación por el radicalismo islámico en Francia.

## Controversia
En abril de 2007, Oktar presentó una demanda contra los propietarios de eksi sözlük, una comunidad virtual. El tribunal examinó la denuncia y ordenó al proveedor de servicios cerrar el sitio de acceso público. El sitio fue suspendido temporalmente por lo que la entrada en Oktar podría ser cancelado y bloqueado. El acceso a otro sitio web de noticias también fue restringido tras la denuncia de Oktar [30].
En agosto del mismo año, Oktar fue capaz de obtener de un tribunal turco una autorización para bloquear el acceso a Internet a WordPress.com a todos los internautas de Turquía. Sus abogados sostuvieron que los blogs en WordPress.com figura material calumnioso en contra de Oktar, y su colega de WordPress.com dijo que no estaba dispuesto a quitarlos.
El 10 de abril de 2008, el acceso del público a Grupos de Google ha sido bloqueado en Turquía a raíz de una aparentemente exitosa denuncia por difamación contra Adnan Oktar. A partir del 5 de mayo de 2008, la prohibición sigue en vigor para TTNet usuarios.
El 28 de septiembre de 2008 anunció públicamente una millonaria recompensa a quien lograra demostrar la existencia de un fósil intermedio o de transición entre una especie y otra, con la que se pudiera probar la veracidad del darwinismo.
El 11 de julio de 2018 Oktar fue detenido en una macro operación conjunta contra su secta siendo acusado de "explotación sexual de menores, agresión sexual, secuestro, chantaje, privación de libertad, calumnia, lavado de dinero, espionaje político y militar, fraude mediante la explotación de sentimientos religiosos". 
En enero de 2021 fue sentenciado a 1.075 años de cárcel por los delitos de abuso sexual, tortura, fraude, secuestro y creación de una organización criminal. Tras anularse la sentencia por defecto de forma, un tribunal de Estambul ha rebajado ahora ligeramente la pena hasta 891 años, pero ha decidido sumar otras trece sentencias contra subordinados de Oktar, al considerar al telepredicador como responsable último de esos delitos, con lo que pena total es de 8.658 años de cárcel.